# The Letter (film 1912)
The Letter è un cortometraggio muto del 1912. Il nome del regista non viene riportato.

## Produzione
Il film fu prodotto dalla Essanay Film Manufacturing Company.

## Distribuzione
Distribuito dalla General Film Company, il film (un cortometraggio a una bobina), uscì nelle sale cinematografiche statunitensi il 30 ottobre 1912.